# Cnemaspis petrodroma
Cnemaspis petrodroma este o specie de șopârle din genul Cnemaspis, familia Gekkonidae, descrisă de Perret 1986.
Este endemică în Nigeria. Conform Catalogue of Life specia Cnemaspis petrodroma nu are subspecii cunoscute.